# Женская сборная Словении по водному поло
Женская сборная Словении по водному поло — национальная ватерпольная команда, представляющая Словению на международной арене. Управляющей организацией является Федерация водного поло Словении (пол. Vaterpolska zveza Slovenije, VZS, англ. Federation of Water polo clubs Slovenia).
До 1992 года словенские ватерполистки выступали в составе женской сборной Югославии.

## Результаты выступлений

### Чемпионаты Европы
| Год        | Место          | И              | В              | Н              | П              | ГЗ             | ГП             | +/-            |
| ---------- | -------------- | -------------- | -------------- | -------------- | -------------- | -------------- | -------------- | -------------- |
| 1985—2001  | не участвовали | не участвовали | не участвовали | не участвовали | не участвовали | не участвовали | не участвовали | не участвовали |
| 2003       | 8              | 3              | 0              | 0              | 3              | 3              | 73             | -70            |
| 2006—н. в. | не участвовали | не участвовали | не участвовали | не участвовали | не участвовали | не участвовали | не участвовали | не участвовали |